# 溴百里酚藍
溴百里酚蓝（英語：Bromothymol blue）是一种酸碱指示剂。其主要用于需要测量具有相对中性（pH接近7）的物质的应用。常见用途是测量液体中碳酸的存在。其通常以固体形式作为酸碱指示剂的钠盐出售。

## 结构和性质
溴百里酚蓝在溶液中充当弱酸。因此它可以是质子化或去质子化的形式，分别呈现黄色或蓝色。它本身是蓝色，在中性溶液中呈蓝绿色。中性形式的去质子化导致高度共轭的结构，解释了颜色的差异。去质子化机制的中间产物是中性溶液呈绿色的原因。
溴百里酚蓝的质子化形式在427nm处具有峰值吸收，因此在酸性溶液中可透射黄光，而去质子化形式在602nm处具有峰值吸收，因此在更碱性的溶液中可透射蓝光。强酸性溴百里酚蓝呈品红色。
溴百里酚蓝的一般碳骨架是氯酚红、百里酚蓝、溴甲酚绿等许多指示剂所共有的。
一个中等吸电子基团（溴原子）和两个中等给电子基团（烷基取代基）的存在是溴百里酚蓝的活性指示范围从6.0到7.6的原因。虽然共轭决定了颜色变化范围的长度和性质，但这些取代基最终决定了指示剂的活性范围。

不同pH范围内的结构

溴百里酚蓝微溶于油，但溶于水、乙醚和碱的水溶液。难溶于苯、甲苯、二甲苯等非极性溶剂，几乎不溶于石油醚。

## 用途

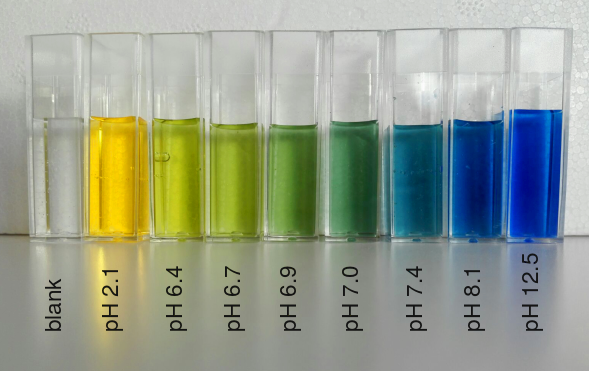
在标记的pH条件下不同颜色的溴百里酚蓝。

溴百里酚蓝可用于观察光合作用，或作为呼吸指示剂（加入CO2后变为黄色）。溴百里酚蓝的酸碱指示剂特性的常见演示包括通过管呼气到它的中性溶液中。由于CO2从呼吸中吸收到溶液中形成碳酸，溶液的颜色从绿色变为黄色。因此，它通常用于科学课程，以证明肌肉使用得越多，CO2输出量就越大。
溴百里酚蓝已与酚红一起用于监测真菌天冬酰胺酶活性，当酚红变成粉红色，溴百里酚蓝变成蓝色，则表明pH增加，因此酶活性增加。然而，最近的一项研究表明，由于酶活性区域中的亮黄色环形式，甲基红在确定活性方面更有用。
溴百里酚蓝在产科中用于检测胎膜早破。羊水的pH通常>7.2，因此溴百里酚蓝与羊膜渗漏的液体接触时会变成蓝色。由于阴道pH通常是酸性的，故蓝色表示存在羊水。但在存在其他碱性物质（例如血液或精液）或存在细菌性阴道病的情况下，该测试可能会出现假阳性。